# Gerd Geilen
Gerd Geilen (* 10. August 1931 in Mönchengladbach; † 10. November 2015 in Bochum) war ein deutscher Rechtswissenschaftler.

## Leben und Werk
Gerd Geilen, promoviert 1956, wurde 1963 Privatdozent. 1964 wurde er ordentlicher Professor an der Ruhr-Universität Bochum für Straf- und Strafprozessrecht und deren Gründungsmitglied. In seinen Lehrveranstaltungen sowie seinem Lehrbuch des Strafrechts war es ihm wichtig, den teilweise trockenen Stoff durch humorvolle Fälle mit entsprechend charakterisierten Personen zu vermitteln. Geilen galt als einer der beliebtesten Dozenten. Falls man heutige Maßstäbe der Political Correctness anlegt, wären die Charakterisierungen einiger in den Übungsfällen auftretenden Personen problematisch. Solche Figuren sind z. B. die „schwachsinnige Nymphomanin Amanda Semper.“
Im Juli 1996 hielt Gerd Geilen seine Abschiedsvorlesung. Zu seinem siebzigsten Geburtstag wurde 2001 ein Symposium veranstaltet.

## Werke (Auswahl)
- Der Tatbestand der Parlamentsnötigung (§ 105 StGB). Dissertation vom 27. August 1956 in: Abhandlungen zur Rechtswissenschaft. Band 1. Bouvier, Bonn 1957, DNB 451463889.
- Einwilligung und ärztliche Aufklärungspflicht. Habilitationsschrift, in: Schriften zum deutschen und europäischen Zivil-, Handels- und Prozeßrecht. Band 22. Gieseking, Bielefeld 1963, DNB 451463870.
- Rechtsfragen der Organtransplantation (Aspekte und Probleme der Organverpflanzung). Neukirchener Verlag, Neukirchen-Vluyn 1973, OCLC 174237222.
- Euthanasie und Selbstbestimmung. Mohr, Tübingen 1976, ISBN 3-16-636981-3.
- Strafrecht. Allgemeiner Teil. Brockmeyer, Bochum 1976, ISBN 3-921543-02-9.
- Provokation als Privilegierungsgrund der Tötung? – Kritische Betrachtungen zu § 213 StGB. In: Hans-Heinrich Jescheck und Hans Lüttger (Hrsg.): Festschrift für Eduard Dreher zum 70. Geburtstag. De Gruyter, Berlin, New York 1977, ISBN 3-11-005988-6.
- Aktienstrafrecht. Heymann, Köln; Berlin; Bonn; München 1984, ISBN 3-452-20272-0.
- Mitleid (von und mit) „Todesengeln“. In: Manfred Seebode (Hrsg.): Festschrift für Günter Spendel zum 70. Geburtstag am 11. Juli 1992. S. 519–536. De Gruyter, Berlin, New York 1992, ISBN 3-11-012889-6.
- Günter Warda zum 70. Geburtstag. JuristenZeitung (JZ) 1996, 357, ISSN 0022-6882.
- Günter Warda zum 80. Geburtstag. JuristenZeitung (JZ) 2006, 244.